# 釧路湿原駅
釧路湿原駅（くしろしつげんえき）は、北海道釧路郡釧路町字トリトウシ原野にある北海道旅客鉄道（JR北海道）釧網本線の駅である。電報略号はクケ。駅番号はB56。

## 歴史
当駅の開設1年前に、当駅近傍に谷地坊主村駅（やんちゃぼうずむらえき）が2日間限りの臨時駅として開設されたことがある。

### 年表
- 1987年（昭和62年）
  - 8月8日：JR北海道の臨時駅として谷地坊主村駅が開業[2]。
    - 釧路湿原の国立公園化を記念し、釧路支庁（現・釧路総合振興局）地域ふるさと青年会議などで組織する実行委員会が「釧路湿原谷地坊主（やんちゃぼうず）村」と名付けた会場で同日から翌9日にかけ釧路町の岩保木山の山すそで開催しした「グリーンアッセンブリー'87」の来場客輸送のために開設された[3]。イベントは8日午後6時半から開村式が行われ、アマチュアバンド演奏、釧路湿原をスライドで紹介する天地創造ショー、太鼓、フォークダンス、花火、9日には早朝登山、タンチョウをあしらった1000個の凧揚げなどが行われた[3]。

  - 8月10日：前日の営業をもって谷地坊主村駅が廃止[2]。
- 1988年（昭和63年）7月23日：JR北海道の臨時駅として釧路湿原駅が開業（例年夏・秋の営業）[1][4][5]。旅客のみ取扱い。
- 1996年（平成8年）12月1日：常設駅化[6]。

### 駅名の由来
開業前年に国立公園となった釧路湿原（釧路湿原国立公園）に立地していることに由来する。

## 駅構造
単式ホーム1面1線の地上駅。釧路駅管理の無人駅である。なお、開業当初は職員が配置されていた。
駅舎は開業に合わせ供用を開始したカラマツ材のログハウスであり、屋根は翼を広げたたんちょうをイメージしている。開業当時は駅舎内に売店が設けられていた。

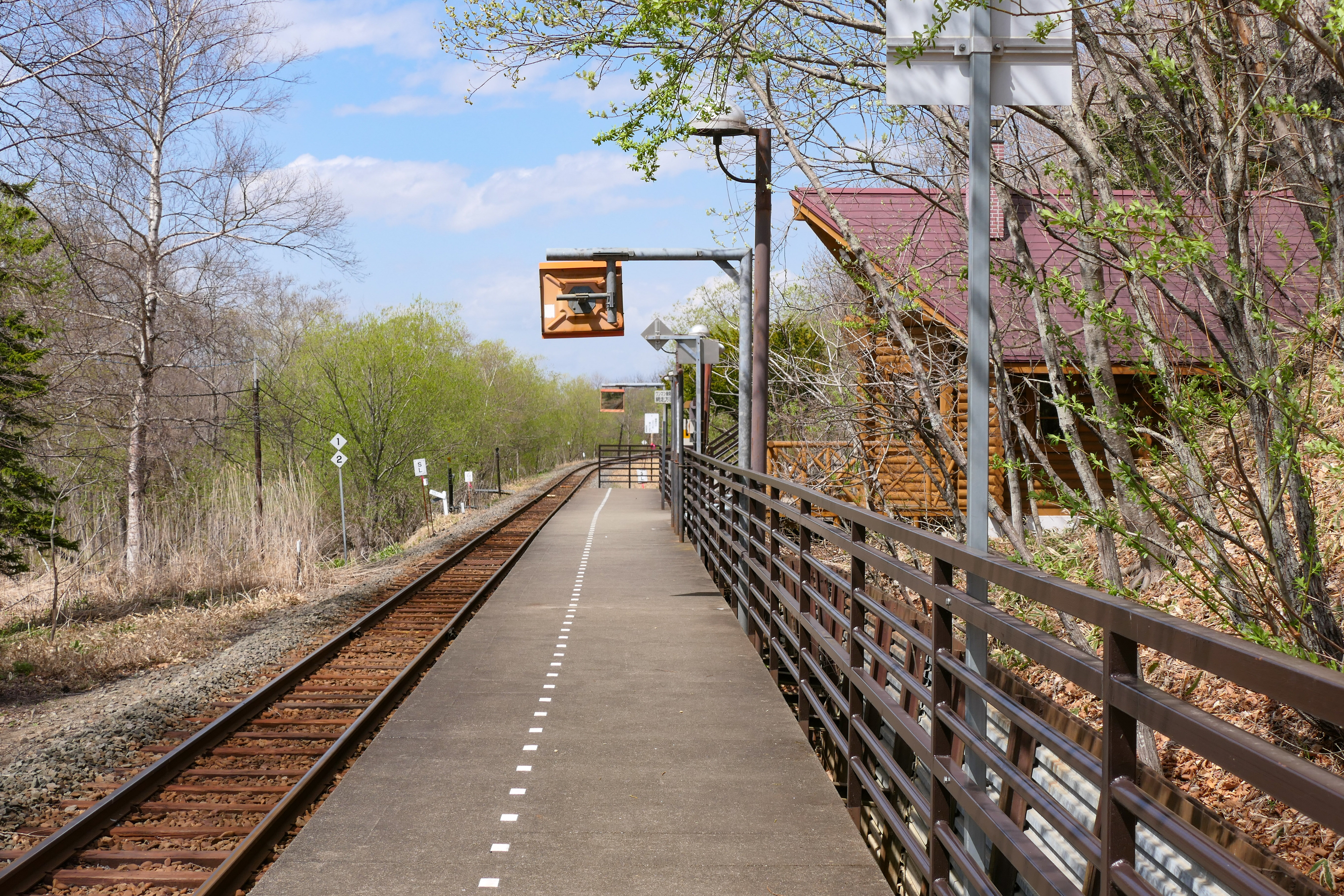
ホーム（2021年5月）
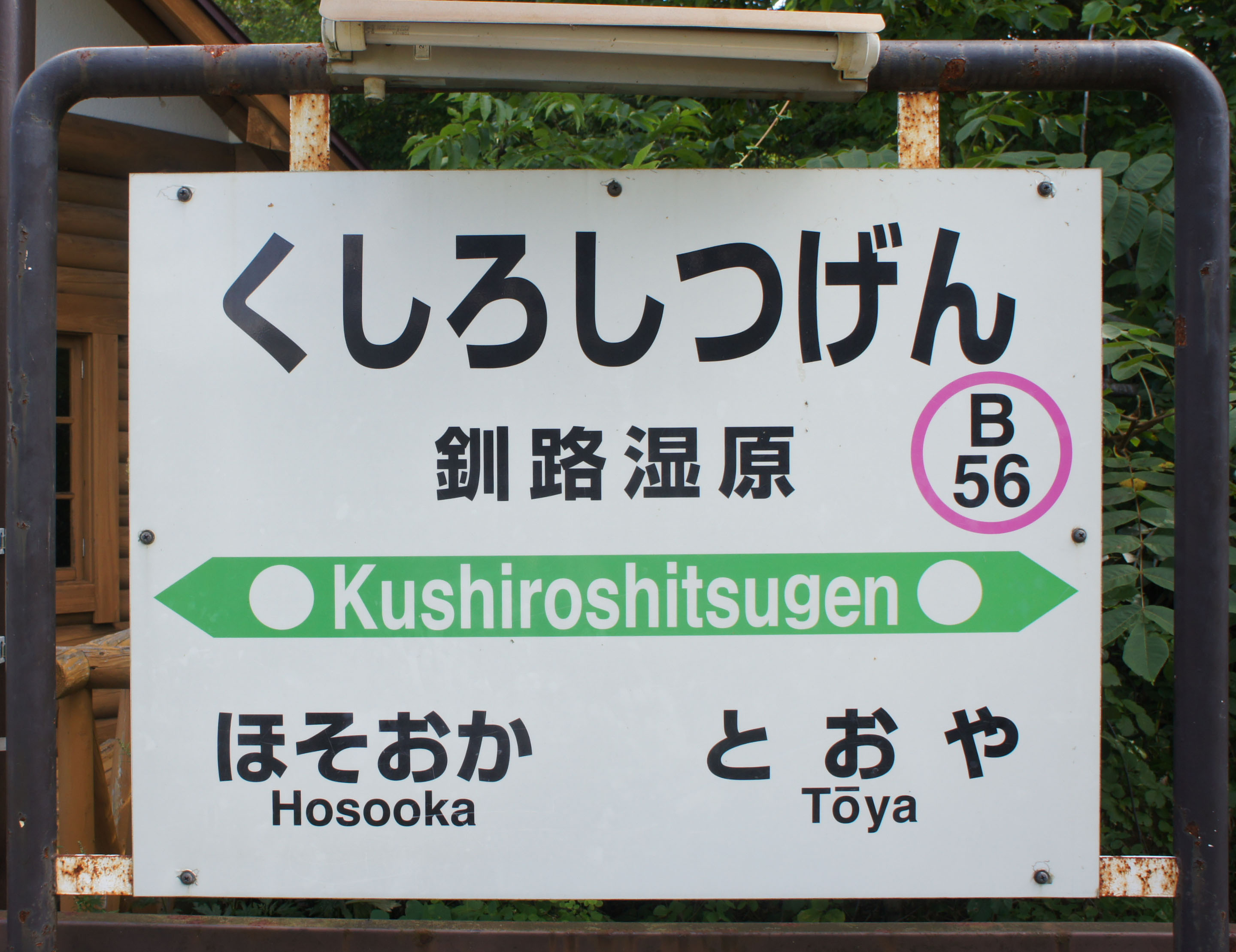
駅名標（2018年9月）
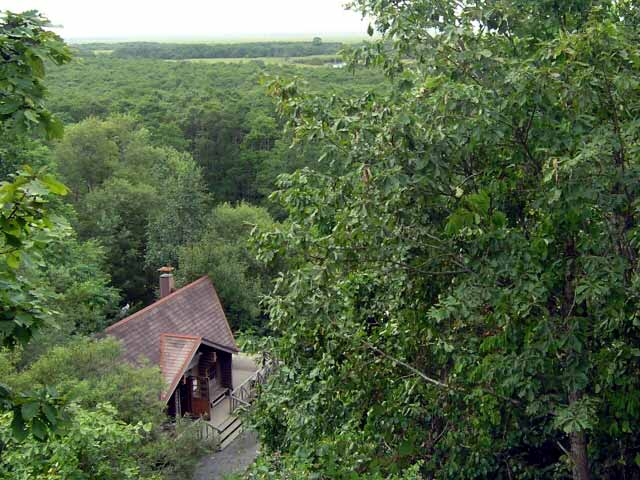
駅に隣接する釧路湿原（2004年9月）
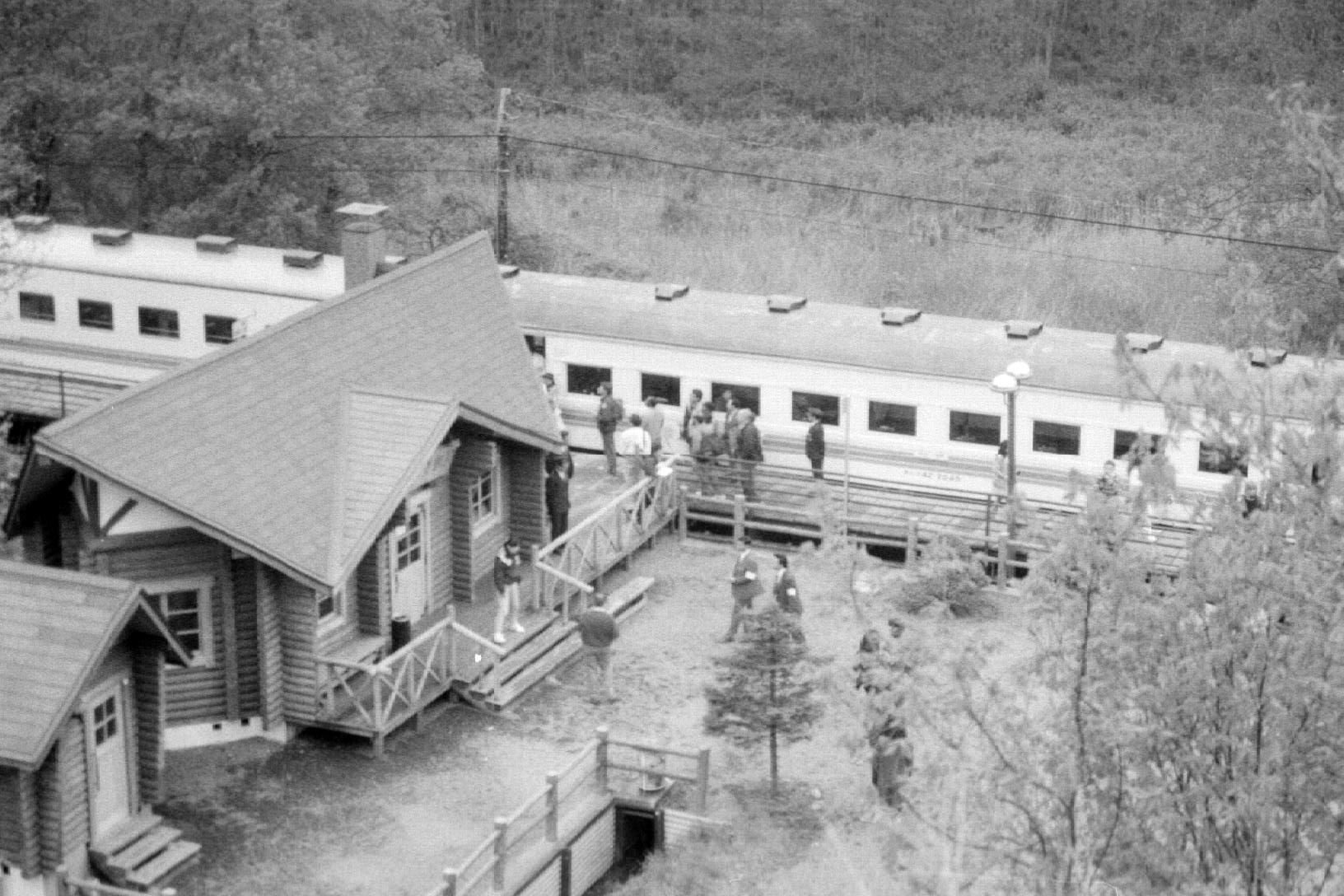
高台から見た駅（1994年頃）

## 利用状況
開業当初は、1日200人の利用を見込んでいた。乗車人員の推移は以下のとおり。年間の値のみ判明している年については、当該年度の日数で除した値を括弧書きで1日平均欄に示す。乗降人員のみが判明している場合は、1/2した値を括弧書きで記した。
また、「JR調査」については、当該の年度を最終年とする過去5年間の各調査日における平均である。
| 年度               | 乗車人員 | 乗車人員 | 乗車人員 | 出典       | 備考 |
| 年度               | 年間     | 1日平均  | JR調査   | 出典       | 備考 |
| ------------------ | -------- | -------- | -------- | ---------- | ---- |
| 2016年（平成28年） |          |          | 3.8      | [ JR北 1 ] |      |
| 2017年（平成29年） |          |          | 2.4      | [ JR北 2 ] |      |
| 2018年（平成30年） |          |          | 3.0      | [ JR北 3 ] |      |
| 2019年（令和元年） |          |          | 3.6      | [ JR北 4 ] |      |
| 2020年（令和02年） |          |          | 2.6      | [ JR北 5 ] |      |
| 2021年（令和03年） |          |          | 4.4      | [ JR北 6 ] |      |
| 2022年（令和04年） |          |          | 5.4      | [ JR北 7 ] |      |
| 2023年（令和05年） |          |          | 5.4      | [ JR北 8 ] |      |

## 駅周辺

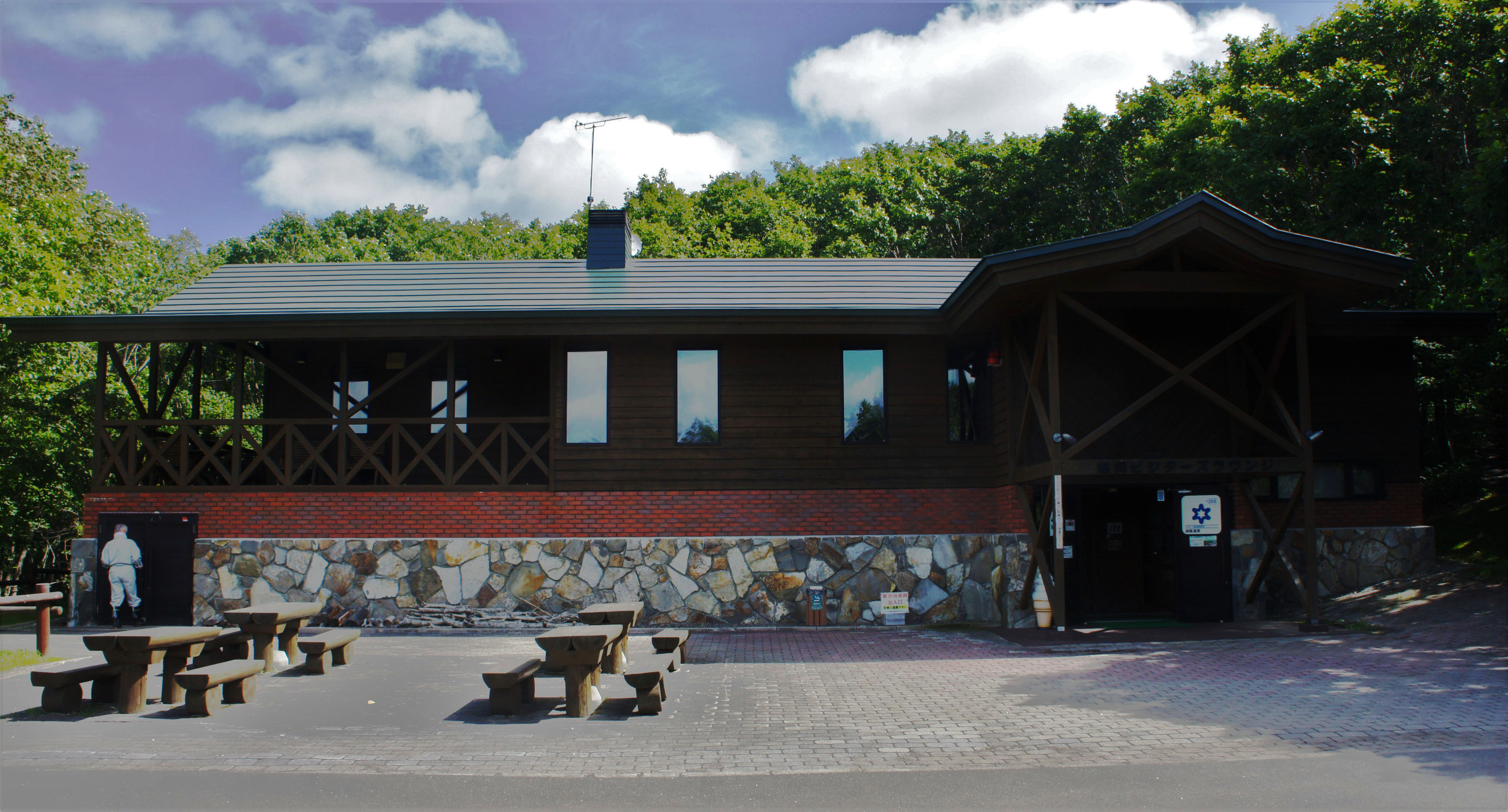
細岡ビジターズラウンジ（2018年9月）

- 釧路湿原国立公園
- 細岡展望台
- 釧路川
- 新釧路川
- 細岡ビジターズ・ラウンジ

## 隣の駅
北海道旅客鉄道（JR北海道）
■釧網本線（一部列車は当駅通過）
塘路駅 (B58) - *（臨）細岡駅 (B57) - 釧路湿原駅 (B56) - 遠矢駅 (B55)
*:一部列車（冬季間は全列車）は細岡駅を通過する。

### JR北海道
1. ↑  「釧網線（東釧路・網走間）」（PDF）『線区データ（当社単独では維持することが困難な線区）』、北海道旅客鉄道、2017年12月8日。オリジナルの2017年12月9日時点におけるアーカイブ。2017年12月10日閲覧。
2. ↑  「釧網線（東釧路・網走間）」（PDF）『線区データ（当社単独では維持することが困難な線区）(地域交通を持続的に維持するために)』、北海道旅客鉄道株式会社、3頁、2018年7月2日。オリジナルの2018年8月19日時点におけるアーカイブ。2018年8月19日閲覧。
3. ↑  “釧網線（東釧路・網走間）” (PDF). 線区データ（当社単独では維持することが困難な線区）(地域交通を持続的に維持するために).   北海道旅客鉄道. p. 3 (2019年10月18日). 2019年10月18日時点のオリジナルよりアーカイブ。2019年10月18日閲覧。
4. ↑  “釧網線（東釧路・網走間）” (PDF). 地域交通を持続的に維持するために > 輸送密度200人以上2,000人未満の線区（「黄色」8線区）.   北海道旅客鉄道. p. 3 (2020年10月30日). 2020年11月2日時点のオリジナルよりアーカイブ。2020年11月2日閲覧。
5. ↑  “駅別乗車人員  特定日調査（平日）に基づく”.   北海道旅客鉄道. 2022年8月3日時点のオリジナルよりアーカイブ。2022年8月14日閲覧。
6. ↑  “駅別乗車人員  特定日調査（平日）に基づく”.   北海道旅客鉄道. 2022年9月3日時点のオリジナルよりアーカイブ。2022年9月3日閲覧。
7. ↑  “駅別乗車人員  特定日調査（平日）に基づく”.   北海道旅客鉄道. 2023年11月10日時点のオリジナルよりアーカイブ。2023年11月10日閲覧。
8. ↑  “駅別乗車人員  特定日調査（平日）に基づく”.   北海道旅客鉄道 (2024年). 2024年9月9日時点のオリジナルよりアーカイブ。2024年9月9日閲覧。